# Симеонка Влайкова
Симеонка Атанасова Влайкова е българска учителка, доктор по педагогика и краеведка.

## Биография
Родена е на 24 август 1940 г. в Ботевград. Произхожда от стари местни родове. Още от ученичка са увлича от краезнанието и литературата.
През 1963 г. завършва география в Софийския Университет „Свети Климент Охридски“, след което работи като учителка по география в ботевградската гимназия. По-късно е назначена за методик в Софийския окръжен инспекторат.
През 1970 г. защитава докторат по методика. Тя е автор на публикации, съавтор на учебници и методически ръководства. През последните години се изразява активно в областта на краезнанието. Издава пет книги, като четири от тях са от поредицата „Ботевград през годините“ и една посветена на Основно училище „Никола Йонков Вапцаров“.
За значимата и краеведска дейност д-р Симеонка Влайкова е удостоена със званието „Заслужил гражданин на Ботевград“, а от Съюза на краеведите в България – със званието „Заслужил краевед“. Удостоена е с орден „Кирил и Методий“.
Последната и книга се изявява в областта на прозата. Съдържа разкази и спомени писани през годините. Някои от тях са публикувани в местната преса. Сюжетите са свързани с личности и събития от родния и край и са поредното доказателство за силната любов на авторката към Ботевград. На 1 декември 2000 г. по повод първото официално честване на Деня на Ботевград, излиза от печат първата част на книгата „Ботевград през годините“. Поредицата засяга цялостно развитието на града, от втората половина на XIX век до наши дни. Симеонка Влайкова организира повествованието, съчетавайки документалното начало със спомените на съвременниците. Прилага в книгата и богат снимков материал, исторически календар и списък на използваните документи и литературни източници.
Умира на 23 април 2020 г. в Ботевград.